# Saint-Thurin
 Saint-Thurin  es una población y comuna francesa, situada en la región de Ródano-Alpes, departamento de Loira, en el distrito de Montbrison y cantón de Noirétable.
El 1 de enero de 2019 pasó a ser una comuna delegada de la comuna nueva de Vêtre-sur-Anzon al fusionarse con la comuna de Saint-Julien-la-Vêtre.

## Demografía
| 282 | 291 | 240 | 230 | 189 | 181 |
| Para los censos de 1962 a 1999 la población legal corresponde a la población sin duplicidades (Fuente: INSEE [Consultar]) |     |     |     |     |     |